# Axel Eriksson (1923–2010)
Axel Evert Eriksson, (även stavningen Erikson och Ericson förekommer), född 3 november 1923 i Vänersborg, död 19 maj 2010 i Fässbergs församling, Mölndal, var en svensk konstnär.
Han var son till metallarbetaren Johan Leonard Eriksson och hans hustru Anna Charlotta. Efter avslutad skolgång i Mölndal studerade Eriksson för Nils Nilsson och Endre Nemes på Valands målarskola i Göteborg 1944–1948. Efter utbildningen flyttade han till Gotland och blev kvar där i 40 år innan han återvände till barndomsstaden Mölndal. Tillsammans med Wolfgang Fridén och Kerstin Hallroth ställde han ut i Visby 1948 samt nästan årligen med Gotlands konstförening under sin period på Gotland. Separat ställde han ut i bland annat Visby och han medverkade i samlingsutställningar i Mölndal och Göteborg. Bland hans offentliga arbeten märks ett par muralmålningar. Hans konst består av landskap och litterära motiv samt muralmålningar. Eriksson är representerad vid Mölndals Hembygdsförening.  
Axel Eriksson är begraven på Kikås kyrkogård.